# Fulgogasparrea
Fulgogasparrea is een geslacht van korstmossen behorend tot de familie Teloschistaceae. De typesoort is Fulgogasparrea decipioides.

## Soorten
Volgens Index Fungorum telt het geslacht vier soorten (peildatum januari 2023):
| Soortnaam                  | Auteur(s)                                                       | Publicatiejaar |
| -------------------------- | --------------------------------------------------------------- | -------------- |
| Fulgogasparrea appressa    | (Wetmore & Kärnefelt) S.Y. Kondr., Elix, Kärnefelt & A. Thell   | 2015           |
| Fulgogasparrea awasthii    | (Y. Joshi & Upreti) S.Y. Kondr., Upreti & A. Thell              | 2020           |
| Fulgogasparrea decipioides | (Arup) S.Y. Kondr., M.H. Jeong, Kärnefelt, Elix, A. Thell & Hur | 2013           |
| Fulgogasparrea intensa     | Aptroot & M. Cáceres                                            | 2021           |